# Sahil (stanice metra v Baku)
Sahil je stanice na lince 1 metra v Baku, která se nachází mezi stanicemi İçərişəhər a 28 May. Původně se jmenovala 26 Bakı Komissarı. Stanice se nachází nedaleko pobřeží Kaspického moře.

## Popis
Otevřena byla 6. listopadu 1967 jako součást stavby úseku İçərişəhər – Nəriman Nərimanov. Původně byla celá stanice vyvedená v šarlatové barvě, která odkazovala na rudé vlajky Říjnové revoluce a Bakinské komuny. Sloupy stanice byly pokryty mozaikou ze slitiny křišťálového skla a kovů. Stanice byla osvětlena zářivkami skrytými za vlnitou římsou. Na stěně vstupní haly naproti vchodu byl reliéf znázorňující západ slunce nad modrým vlnícím se mořem. Ještě dříve se zde nacházel basreliéf, který zobrazoval 26 komisařů Baku.
Stanice metra Sahil byla uzavřena 20. srpna 2017 v souladu s výnosem prezidenta Ázerbájdžánské republiky č. 1408 ze dne 18. března 2011. V rámci státního programu rozvoje metra v Baku byla plánována rekonstrukce stanice.
Stanice byla uvedena do provozu po modernizaci 7. června 2018. Během rekonstrukce bylo renovováno nástupiště, vyměněny podlahy a demontovány eskalátory typu LT-3, na jejichž místo byly instalovány nové eskalátory typu Victoria. Téhož dne se prezident Ilham Alijev zúčastnil otevření zrekonstruované stanice.